# Molgula bleizi
Molgula bleizi är en sjöpungsart som först beskrevs av Lacaze-Duthiers 1877.  Molgula bleizi ingår i släktet Molgula och familjen kulsjöpungar. Inga underarter finns listade i Catalogue of Life.